# نیر اعجاز
نیر اعجاز (اردو: نیر اعجاز؛ ۱۰ ژوئن ۱۹۶۹) بازیگر اهل پاکستان است. وی بازیگر فیلم‌هایی همچون ظل شاه، سامانه، مادر و دردسر تیفا بوده‌است.